# 덕양구
덕양구(德陽區)는 경기도 고양시 동부에 있는 일반구이다. 북한산과 한강으로 대표되는 자연 환경, 세계문화유산인 서삼릉과 서오릉, 행주산성 등의 문화재로 유명한 곳이다. 구의 명칭은 덕양구 지역의 옛 이름인 '덕양(德陽)현'에서 따 왔으며, 행주산성이 덕양산에 있다. 또한 고양시청도 이곳에 있다.

## 역사
- 고구려 : 개백현, 달을성현
- 신라시대 : 고봉현, 무왕현
- 1413년 조선 태종 13년 : 덕양현

본디 ‘덕양현’으로 불렸다. 1413년 조선 태종 13년에 고봉현과 덕양현의 글자를 각각 따서 고양군이 설립되었다. 그 뒤, 조선 연산군 때에는 왕의 사냥터로 바뀌어 주민들이 모두 소개(疏開)되기도 하였다.
- 1471년 조선 성종 2년 : 고양군으로 승격하였다.
- 1992년 2월 1일 : 고양시로 승격하였다.
- 1996년 3월 1일 : 덕양구를 설치하였다.
- 1996년 10월 21일 : 화정동을 화정1동, 화정2동으로 분동하였다.
- 2003년 2월 3일 : 행신1동과 2동에서 행신3동을 분동하였다.
- 2015년 4월 22일 : 덕양구청에 고양시 덕양여권민원실이 설치되었다. 이로써 고양시는 국내 최초로 한 기초자치단체에 두 여권민원실을 두게 되었다.
- 2018년 7월 1일 : 신도동의 동명을 삼송동으로 변경하였다.
- 2022년 1월 3일 : 삼송동을 삼송1동, 삼송2동(흥도동의 일부 편입)으로 분동하고, 행신4동을 행신3동에서 분동하였다.

## 행정 구역
덕양구의 행정 구역은 32개의 법정동을 21개의 행정동으로 나누어 관리를 하고 있으며, 19동 397통 2,387반으로 구성되어 있다. 덕양구의 면적은 165.51km2로 시의 61.8%에 해당되고, 인구는 2022년 1월 31일 기준으로 48만 3251명, 21만 1031세대이다.

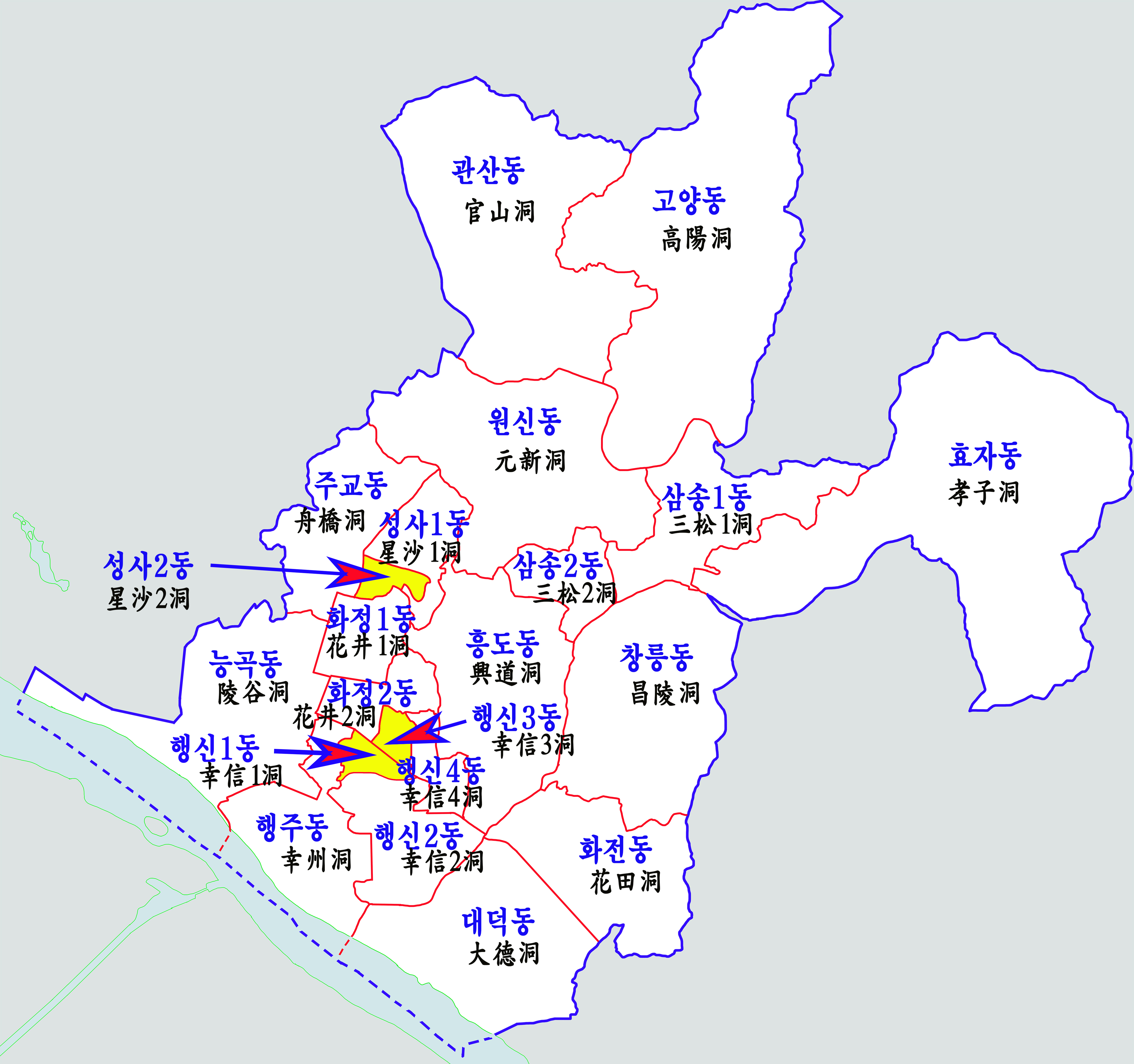
덕양구 행정구역

| 행정동  | 한자    | 면적 (km2) | 세대    | 인구 (명) |
| ------- | ------- | ---------- | ------- | --------- |
| 주교동  | 舟橋洞  | 5.62       | 7,144   | 14,398    |
| 원신동  | 元新洞  | 12.69      | 9,546   | 23,602    |
| 흥도동  | 興道洞  | 11.32      | 11,833  | 29,315    |
| 성사1동 | 星沙1洞 | 2.18       | 10,182  | 21,817    |
| 성사2동 | 星沙2洞 | 0.63       | 4,821   | 11,272    |
| 효자동  | 孝子洞  | 25.34      | 6,792   | 15,581    |
| 삼송1동 | 三松1洞 | 6.3        | 8,000   | 18,107    |
| 삼송2동 | 三松2洞 | 2.29       | 12,600  | 26,960    |
| 창릉동  | 昌陵洞  | 11.57      | 10,368  | 23,583    |
| 고양동  | 高陽洞  | 25.03      | 12,686  | 29,721    |
| 관산동  | 官山洞  | 15.05      | 16,699  | 36,459    |
| 능곡동  | 陵谷洞  | 13.77      | 6,768   | 15,334    |
| 화정1동 | 花井1洞 | 2.31       | 16,186  | 37,361    |
| 화정2동 | 花井2洞 | 1.94       | 13,127  | 32,685    |
| 행주동  | 幸州洞  | 6.01       | 9,877   | 18,664    |
| 행신1동 | 幸信1洞 | 0.9        | 8,833   | 21,425    |
| 행신2동 | 幸信2洞 | 4.28       | 13,171  | 31,655    |
| 행신3동 | 幸信3洞 | 0.65       | 9,141   | 24,139    |
| 행신4동 | 幸信4洞 | 1.15       | 9,886   | 20,889    |
| 화전동  | 花田洞  | 7.30       | 11,920  | 27,884    |
| 대덕동  | 大德洞  | 10.79      | 1,451   | 2,400     |
| 덕양구  | 德陽區  | 165.51     | 211,031 | 483,251   |

 * 인구는 2022년 1월 31일 기준, 면적은 2012년 12월 31일 기준

## 인구
고양시 덕양구의 연도별 인구(내국인) 추이
| 연도   | 총인구    |
| ------ | --------- |
| 2000년 | 360,408명 |
| 2005년 | 375,812명 |
| 2010년 | 372,973명 |
| 2015년 | 425,100명 |
| 2020년 | 476,962명 |

## 교육 기관
대학원
- 국제법률경영대학원대학교
- 에스라성경대학원대학교

대학교
- 중부대학교
- 한국방송통신대학교 서울지역대학 서부학습센터
- 한국항공대학교
- 동국대학교 바이오메디캠퍼스

전문대학
- 농협대학

고등학교
- 백양고등학교
- 행신고등학교
- 성사고등학교
- 무원고등학교
- 능곡고등학교
- 화수고등학교
- 화정고등학교
- 고양고등학교
- 고양일고등학교
- 고양외국어고등학교
- 고양동산고등학교
- 서정고등학교
- 도래울고등학교
- 향동고등학교

중학교
- 지도중학교
- 고양중학교
- 덕양중학교
- 능곡중학교
- 무원중학교
- 백양중학교
- 신능중학교
- 가람중학교
- 성사중학교
- 원당중학교
- 향동중학교
- 행신중학교
- 화수중학교
- 화정중학교
- 고양제일중학교
- 목암중학교
- 서정중학교
- 도래울중학교

초등학교
- 지도초등학교
- 가람초등학교
- 고양동산초등학교
- 고양초등학교
- 관산초등학교
- 내유초등학교
- 능곡초등학교
- 대곡초등학교
- 덕은초등학교
- 목암초등학교
- 무원초등학교
- 백양초등학교
- 삼송초등학교
- 성라초등학교
- 성사초등학교
- 성신초등학교
- 소만초등학교
- 신능초등학교
- 신원초등학교
- 용두초등학교
- 용정초등학교
- 용현초등학교
- 원당초등학교
- 지축초등학교
- 토당초등학교
- 행남초등학교
- 행신초등학교
- 행주초등학교
- 향동숲내초등학교
- 향동초등학교
- 고양화수초등학교
- 화정초등학교
- 화중초등학교
- 흥도초등학교
- 도래울초등학교
- 흥도초등학교

특수학교
- 명현학교

## 교통

### 철도
- 한국철도공사
  - 일산선 (● 수도권 전철 3호선)
(일산서구) ← (일산동구) ← 대곡역 - 화정역 - 원당역 - 원흥역 - 삼송역 - 지축역 → (서울특별시)
  - 경의선 (● 수도권 전철 경의·중앙선)
(파주시) ← (일산서구) ← (일산동구) ← 대곡역 - 능곡역 - 행신역 - 강매역 - 한국항공대역 → (서울특별시)
  - 서해선(● 수도권 전철 서해선)
(일산서구) ← (일산동구) ← 대곡역 - 능곡역 → (서울특별시)
  - 교외선
능곡역 - 대곡역 - 원릉역 → (양주시)

- SG레일
  - ● 수도권 광역급행철도 A노선
(파주시) ← (일산서구) ← 대곡역  → (서울특별시)

### 도로
- 국도 제1호선

- 고양시 덕양구 삼송동 - 고양동 - 관산동

- 국도 제39호선

- 고양시 덕양구 행주동 - 능곡동 - 화정동 - 주교동 - 성사동 - 원신동 - 고양동

- 국도 제77호선

- 고양시 덕양구 대덕동 - 행주동 - 능곡동

- 수도권제1순환고속도로

- (양주 요금소 (양주 휴게소)) ― 통일로 나들목 ― 고양 분기점 ―고양 나들목 ― 일산 나들목 ― 자유로 나들목 ― (김포 나들목)

- 인천국제공항고속도로

- 북로 분기점 ― (88 분기점)

- 평택파주고속도로 본선

- 북로 분기점 - 행주산성 분기점 - 봉대산 분기점 - 흥도 나들목 ― 고양 분기점 ― (사리현 나들목)

- 평택파주고속도로 지선

- 남고양 나들목 - 봉대산 분기점

## 사건
- 고양 저유소 유증기 폭발 사고